# Завітне (Голованівський район)
Заві́тне — село в Україні, у Вільшанській селищній громаді Голованівського району Кіровоградської області. Населення становить 153 осіб.

## Географія
Селом протікає річка Чумата, права притока Синюхи.

## Люди
В Завітному похований Шепелюк Микола Юхимович (1919—2007) — український краєзнавець, організатор музейної справи, педагог.

## Населення
Згідно з переписом УРСР 1989 року чисельність наявного населення села становила 211 осіб, з яких 88 чоловіків та 123 жінки.
За переписом населення України 2001 року в селі мешкали 153 особи.

### Мова
Розподіл населення за рідною мовою за даними перепису 2001 року:
| Мова       | Відсоток |
| ---------- | -------- |
| українська | 96,73 %  |
| молдовська | 2,61 %   |
| російська  | 0,65 %   |